# 金迪奧體育會
昆迪奧體育會（西班牙語：Deportes Quindío）是一支哥倫比亞足球會，現時於哥倫比亞足球乙級聯賽作賽，於1951年1月8日成立，最佳戰績是贏得1956年職業聯賽冠軍。他們的主場是千禧球場，在1953至63年期間曾用昆迪奧競賽會（Atlético Quindío）為球隊名字。